# Amt Ottmarsbocholt
Das Amt Ottmarsbocholt war ein Amt im Kreis Lüdinghausen in Nordrhein-Westfalen. Im Rahmen der nordrhein-westfälischen Gebietsreform wurde das Amt zum 1. Januar 1975 aufgelöst.

## Geschichte
Im Rahmen der Einführung der Landgemeindeordnung für die Provinz Westfalen wurde 1843 im Kreis Lüdinghausen aus der alten Bürgermeisterei Ottmarsbocholt das Amt Ottmarsbocholt gebildet, das die beiden Landgemeinden Ottmarsbocholt  und Venne umfasste.
Das Amt Ottmarsbocholt wurde zum 1. Januar 1975 durch das Münster/Hamm-Gesetz aufgelöst. Seine Gemeinden Ottmarsbocholt und Venne wurden mit den Gemeinden Senden und Bösensell zu einer neuen Gemeinde Senden zusammengeschlossen, die Rechtsnachfolgerin des Amtes wurde und zum neuen Kreis Coesfeld kam.

## Einwohnerentwicklung
| Jahr | Einwohner | Quelle |
| ---- | --------- | ------ |
| 1858 | 1688      | [ 2 ]  |
| 1871 | 1618      | [ 3 ]  |
| 1885 | 1613      | [ 4 ]  |
| 1910 | 1669      | [ 5 ]  |
| 1939 | 1783      | [ 6 ]  |
| 1950 | 2473      | [ 7 ]  |
| 1974 | 2670      | [ 7 ]  |